# جاك إيبرت (سياسي)
جاك إيبرت هو صحفي وسياسي كندي، ولد في 21 يونيو 1923 في مونتريال في كندا، وتوفي بنفس المكان في 6 ديسمبر 2007. نشط حزبياً في الحزب الليبرالي الكندي. وقد انتخب عضو مجلس الشيوخ الكندي ‏.